# Lisbet Rausing
Anna Lisbet Kristina Rausing, född 9 juni 1960 i Lund, är en svensk-brittisk vetenskapshistoriker och filantrop, bosatt i London. Lisbet Rausing är dotter till Hans Rausing och ordförande i Arcadia Trust (tidigare kallat Lisbet Rausing Charitable Fund).
Lisbet Rausing är utbildad vid University of California,  Berkeley och Harvard University och har en doktorsexamen i vetenskapshistoria från det senare universitetet (1993). Hon har varit Senior Research Fellow vid Centre for the History of Science, Technology and Medicine vid Imperial College, London. Rausing blev 2002 vald till hedersmedlem av British Academy och 2004 utnämnd till hedersdoktor vid School of Oriental and African Studies i London. Rausing promoverades även till  filosofie hedersdoktor vid Uppsala universitets Linnépromotion den 26 maj 2007. Lisbet Rausing har genom donationer etablerat professurer i vetenskapshistoria till minnet av sin far Hans Rausing vid universiteten Uppsala  (Hans Rausing-professuren i vetenskapshistoria), Cambridge  och vid King’s College London .
Familjen Rausing är Storbritanniens 13:e rikaste familj med en uppskattad nettoförmögenhet på motsvarande 60 miljarder kronor. 

## Arcadia
Lisbet Rausing har tillsammans med maken Peter Baldwin grundat Arcadia Fund. Arcadia Fund har gjort bidragsåtaganden på över 919 miljoner USD till välgörenhetsorganisationer och vetenskapliga institutioner som bevarar kulturarv, klimat och miljöåtgärder samt främjar öppen tillgång (Open Access).
Arcadiafinansierade projekt inkluderar the Endangered Languages Documentation Programme vid Berlin Brandenburg Academy of Sciences and Humanities , the Endangered Archives Programme vid the British Library  och Fauna & Flora International’s Halcyon Land and Sea fond .
Lisbet Rausing och Peter Baldwin har sedan 2017 donerat 8,5 miljoner USD till Wikimedia Foundation. Peter Baldwin sitter även med i Wikimedia Endowments Advisory Board .
Rausing och Baldwin har även grundat Lund Trust. Sedan 2002 har Lund Trust donerat mer än 77.7 miljoner USD till välgörenhetsorganisationer i Storbritannien och globalt .

### Hans Rausing Endangered Languages Project
I början av 2000-talet gjorde Arcadia en donation om 20 miljoner brittiska pund till School of Oriental and African Studies i London. Donationen möjliggjorde initierandet av Hans Rausing Endangered Languages Project, en helt ny forsknings- och undervisningsinstitution vid skolan, med akademiskt fokus mot utrotningshotade språk, inklusive en Hans Rausing-professur i utrotningshotade språk och 12 heltidsanställda forskartjänster. Projektet pågick mellan 2005 och 2015.